# Кулемет Норденфельта

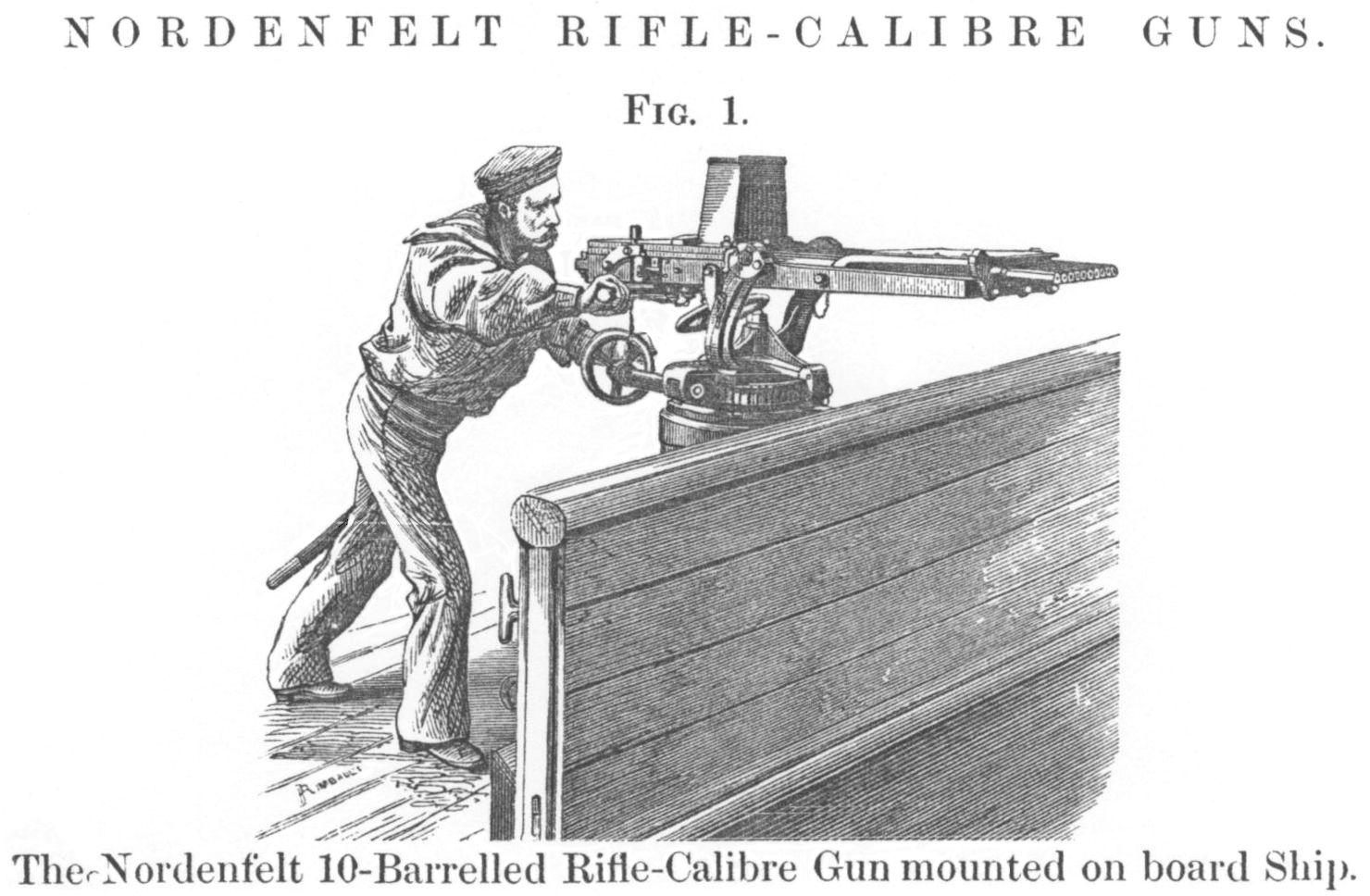
Матроc веде вогонь з 10-ствольного кулемета, з важілем з правого боку

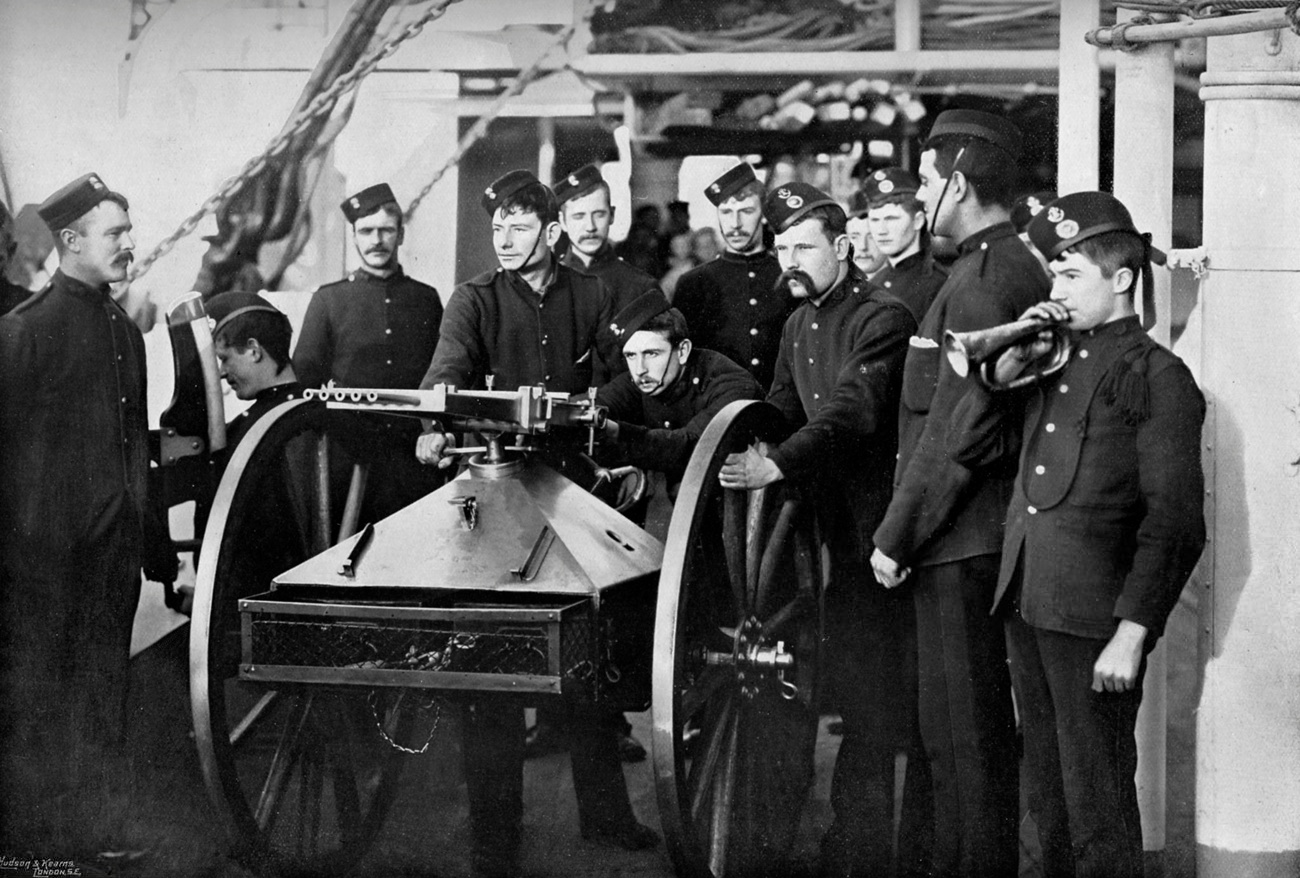
Королівська морська піхота з 5-ствольною гвинтівкою, 1890.

Кулемет Норденфельта був багатоствольною органною зброєю яка мала ряд з дванадцяти стволів. Для стрільби необхідно було потягнути важіль назад і вперед, а набої подавалися самопливом  до кожного стволу. Він випускався у різних калібрах від гвинтівкового до 25 мм. Використовувалися також великі калібри, але при таких калібрах заряджання можна було вести вручну, а тому про автоматичну стрільбу мова не йшлася. Нижче описано конструкцію протипіхотного кулемету гвинтівкового калібру (зазвичай 0.45 дюйму).

## Розробка
Зброя була розроблена шведським інженером, Хельге Палмкрантцем. Він створив механізм заряджання і стрільби з кількох стволів простим рухом важеля назад і вперед. Він був запатентований у 1873.
Виробництво зброї фінансувалося шведським виробником сталі і банкіром (пізніше виробником зброї) Торстеном Норденфельтом, який працював у Лондоні. Назву зброї було змінено на кулемет Норденфельта. Завод який виробляв зброї було розташовано у Англії, з торговельними офісами у Лондоні і довгими демонстраціями які проходили на кількох виставках. Зброю було адаптовано Королівськими ВМС, на додачу до кулеметів Гатлінга і Гарднера.
Під час демонстрації у Портсмуті десятиствольна версія кулемета стріляла набоями гвинтівкового калібру, загалом було зроблено 3000 пострілів за 3 хвилини і 3 секунди без зупинок або збоїв.
Проте, створений кулемет Максима перевищив цю зброю. Норденфельт у 1888 об'єднався з компанією Maxim Gun утворивши Maxim Nordenfelt Guns and Ammunition Company Limited.
Принаймні один кулемет Норденфельта було використано у 1966 у фільмі Хартум, його можна побачити у сцені ведення вогню з річкового човна.

## Оператори
- Аргентина
- Австралія
- Австро-Угорщина
- Бразилія
- Франція
- Філіппіни
- Об'єднане Королівство
- Туреччина
- Іспанія
- США
- Португалія

### Зброя схожа за метою, продуктивністю і ерою
- Кулемет Гарднера/Біра: схожий кулемет з кривошипним приводом